# 8553 Bradsmith
8553 Bradsmith (1995 HG) là một tiểu hành tinh vành đai chính được phát hiện ngày 20 tháng 4 năm 1995 bởi K. Endate và K. Watanabe ở Kitami.